# Baviera-Landshut

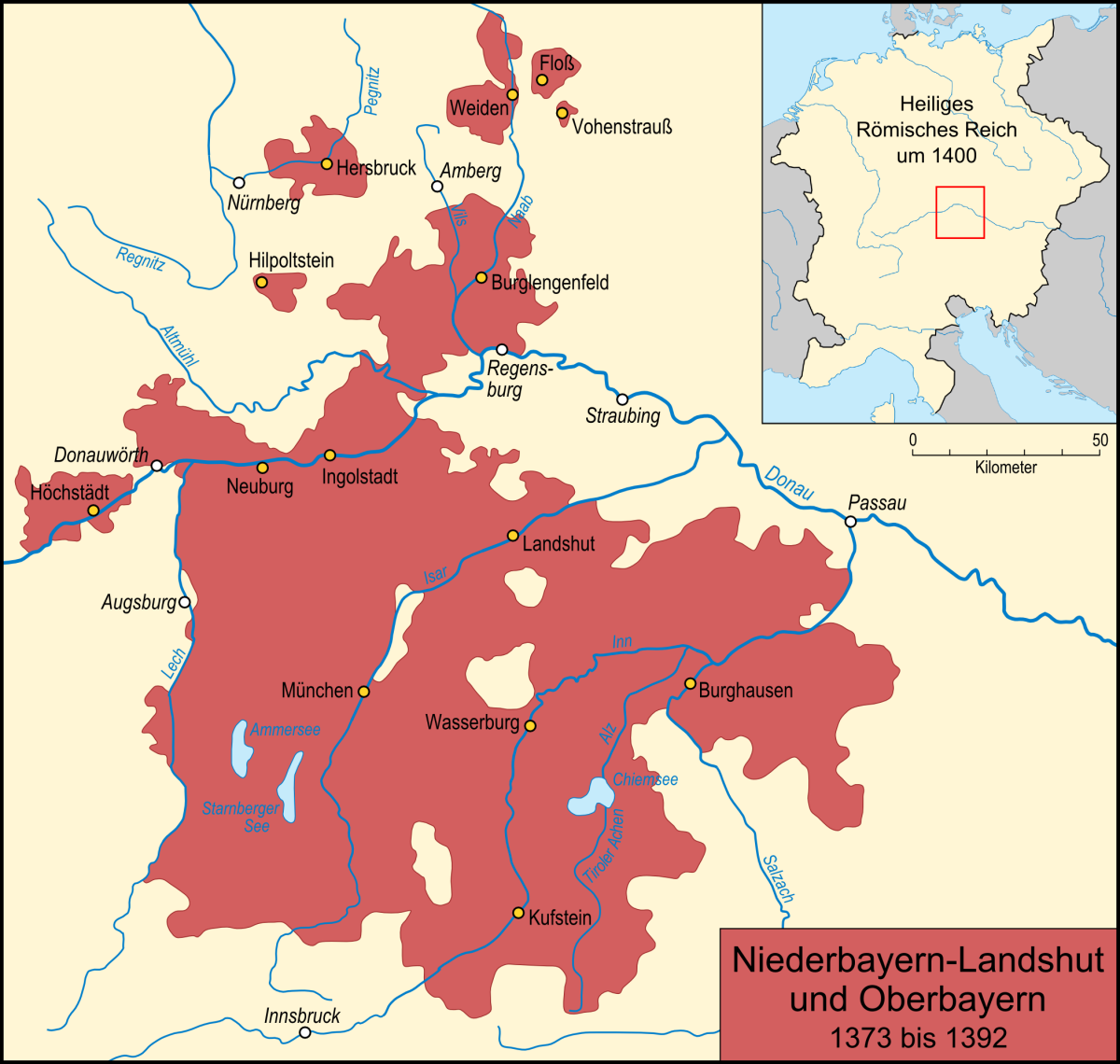
Entre 1363 e 1392, o Ducado da Baviera-Landshut compreendia um território mais extenso (incluía a Baviera-Munique e a Baviera-Ingolstádio mas não a Baviera- Straubing).

A Baviera-Landshut (em alemão:  Bayern-Landshut também designada como o Ducado da Baviera-Landshut em alemão:  Herzogtum Bayern-Landshut), foi um ducado do Sacro Império Romano-Germânico surgido em 1353, após a partição da Baixa Baviera em três Teilherzogtum, e que existiu até 1503. 

## História
Na sequência da morte do imperador Luís IV, ocorrida em 1347, veio a ser celebrado o Tratado landsberg (1349) que estipulava a repartição dos estados do imperador. Assim, os seus filhos, Estêvão, Guilherme e Alberto, governariam conjuntamente a Baixa Baviera e as possessões nos Países Baixos.
Quatro anos depois, a herança voltou a ser dividida pelo Tratado de Ratisbona (1353), que estipulava que Estêvão recebia o novo Ducado da Baviera-Landshut. Em 1363 Estêvão tornou-se também Duque da Alta Baviera que foi então reunida à Baviera-Landshut. Após a morte de Estêvão os seus três filhos governaram o ducado conjuntamente. Mas, em 1392, a Baviera-Landshut foi dividida entre os três irmãos e a Baviera-Munique e Baviera-Ingolstádio foram desagregadas.
Em 1429 partes da Baviera-Straubing foram reunidas à Baviera-Landshut; em 1447 o mesmo aconteceu com toda a Baviera-Ingolstadt. A Baviera-Landshut era então a parte mais rica da Baviera, também pela exploração mineira em Rattenberg e Kitzbühel e pela sua moderna administração. Até 1475, a residência dos duques localizava-se no Castelo de Trausnitz, em Landshut, sendo depois transferida para o Castelo de Burghausen.
O ducado durou cerca de 150 anos até que a morte de Jorge, o Rico, despoletou a Guerra da Sucessão de Landshut. No final da Guerra, em 1505, o território foi dividido entre o recém criado ducado do Palatinado-Neuburgo e a Baviera-Munique. Kufstein e Kitzbühel foram cedidas a Maximiliano I, Sacro Imperador Romano-Germânico como compensação pelo seu apoio à Baviera-Munique, sendo essas cidades incorporadas no Tirol.

## Lista dos Duques
- Estêvão II (1347–1375)
- João II, Estêvão III e Frederico (1375–1392)
- Frederico (1392–1393)
- Henrique XVI (1393–1450)
- Luís IX da Baviera (1450–1479)
- Jorge, o Rico (1479–1503)